# I'll Be Your Love
『I'll Be Your Love』（アイル・ビー・ユア・ラブ）は、DAHLIA（YOSHIKIプロデュース）の1作目のシングルで、2005年日本国際博覧会「愛・地球博」の公式イメージ・ソング。2003年10月29日にリリースされた。

## 概要
2002年に経済産業省所管の2005年日本国際博覧会協会からの依頼により、YOSHIKIが制作した。YOSHIKIは実際に名古屋に出向き、会場予定地の環境やオオタカの営巣問題を直に学んだ上で制作にあたった。リリース前の2002年10月に万博公式サイトでラフ・ミックス・バージョンが公開された。歌詞は英語バージョンが先に完成していたが、レコーディングは日本語バージョンが先に行われた。日本語バージョンの歌詞はarvin homa ayaによる日本語訳である。愛知万博の開会式ではYOSHIKIが長編オーケストレーションしたものをEXPOスーパーワールドオーケストラが演奏し、YOSHIKIが指揮を務めた。
ニコール・シャージンガーがボーカルを担当した英語バージョンは、ユニバーサルミュージックから2003年9月26日にリリースされた「愛・地球博」の公式アルバム『「愛・地球博」presents GLOBAL HARMONY』に収録されている。この英語バージョンには日本詞バージョンのエンディングにあるモノローグがない。
そのほか、YOSHIKIのクラシック・アルバム『Eternal Melody II』にはクラシックバージョンが収録されている。
Toshlのディナーショーで配られたCD『春の願い』にToshlによるカバー・バージョンが収録されている。

## 収録曲
| 全作詞・作曲・編曲: YOSHIKI。 |                                      |         |            |      |
| #                             | タイトル                             | 作詞    | 作曲・編曲 | 時間 |
| 1.                            | 「I'll Be Your Love」                | YOSHIKI | YOSHIKI    | 5:46 |
| 2.                            | 「I'll Be Your Love (Instrumental)」 | YOSHIKI | YOSHIKI    | 5:46 |

## パーソネル
| - ミキシング・エンジニア：     | ミック・グゾウスキー                                           |
| - レコーディング・エンジニア： | ドック・ナイト、タール・ミラー、杉山勇司、磯脇嘉徳             |
| - アシスタント・エンジニア：   | 磯脇嘉徳、河井崇充                                             |
| - プログラミング：             | ブライアン・フェディリコ、YOSHIKI                              |
| - マスタリング・エンジニア：   | スティーブン・マーカソン（マーカソン・マスタリング・スタジオ） |